# Mauligobius nigri
Mauligobius nigri é uma espécie de peixe da família Gobiidae e da ordem Perciformes.

## Morfologia
- Os machos podem atingir 8,7 cm de comprimento total.[4][5]

## Habitat
É um peixe de clima tropical e demersal.

## Distribuição geográfica
É encontrado no Oceano Atlântico oriental: desde Nigéria até à Guiné Equatorial. Também está presente no estuário do rio Congo (República Democrática do Congo).

## Observações
É inofensivo para os humanos.